# SEF多域斯1903
SEF多域斯1903（義大利語：Società di Educazione Fisica Torres 1903），一般稱為多域斯，意大利職業足球會，成立於1903年，位於萨萨里，現時於意大利足球丙級聯賽作賽。球會曾在1991年破產重組，2006年及08年兩度改名。

## 外部連結
- Official Website Lega Pro
- Datasport: results, rankings and news about the Lega Pro